# بنكسية غردنري
بنكسية غردنري (الاسم العلمي: Banksia gardneri) هي نوع نباتي يتبع جنس البنكسية من فصيلة البروطية.